# فروة بن عمرو الأنصاري
فَرْوَة بن عمرو بن ودقة الأنصاري صحابي من الأنصار، شهد بيعة العقبة الثانية، وشهد بدرًا وأحدًا والخندق وباقي المشاهد،  استعمله النبي محمد على المغانم يوم خيبر، وكان من أصحاب علي بن أبي طالب في موقعة الجمل.

## نسبه
هو فَرْوَة بن عمرو بن ودقة بن عبيد بن عامر بن بياضة البياضيّ الأنصاريّ، أمّه رحيمة بنت نابئ بن زيد بن حَرَام بن كعب بن غَنْم بن كعب بن سلمة، لفروة من الولد عبد الرحمن وأمّه حبيبة بنت مُليل بن وَبَرَة بن خالد بن العَجْلان بن زيد بن غَنْم بن سالم بن عوف، وعبيد وكبشة وأمّ شرحبيل وأمّهم أمّ ولد، وأمّ سعد وأمّها آمنة بنت خليفة بن عديّ بن عمرو بن مالك بن عامر بن فُهيرة بن بياضة. وخالدة وأُمّها أُمّ ولد، وآمنة وأمّها أمّ ولد. انقرض أبناؤه فلم يبق منهم أحد.

## سيرته
كان فروة لما أسلم يكسر أصنام بني بياضة هو وزياد بن لبيد، شهد فروة بيعة العقبة الثانية مع السبعين من الأنصار. ثم شهد الغزوات بدر وأحد والخندق وباقي المشاهد.
آخى النبي بينه وبين عبد الله بن مخرمة، استعمله النبي على المغانم يوم خيبر، كان ممَّنْ قاد مع النبي فرسين في سبيل الله، وكان يتصدق في كل عام من نخله بألف وَسْق، وكان من أصحاب علي يوم الجمل.